# Абрамзон, Михаил Григорьевич
Михаи́л Григо́рьевич Абрамзо́н (род. 18 сентября 1961 года, Магнитогорск, Челябинская область, РСФСР, СССР) — российский историк-антиковед, археолог, нумизмат, специалист по античной нумизматике (в основном Боспор и Северное Причерноморье), доктор исторических наук, профессор. Почётный работник высшего профессионального образования РФ, член бюро Российской ассоциации антиковедов.

## Биография
Родился 18 сентября 1961 года в городе Магнитогорске в семье психиатра Григория Борисовича Абрамзона и терапевта Галины Овсеевны Абрамзон (урождённой Дибнер).
В 1983 году окончил художественно-графический факультет Магнитогорского государственного педагогического института. После службы в рядах Советской Армии (1983—1985), с 1985 по 1990 год работал учителем истории в школе № 6 города Магнитогорска и преподавателем истории искусств на художественно-графическом факультете Магнитогорского государственного педагогического института. В 1990 окончил исторический факультет Челябинского государственного педагогического института.
В 1992 году окончил аспирантуру по кафедре истории древнего мира и средних веков МПГУ им. В. И. Ленина и в 1993 году защитил диссертацию на соискание учёной степени кандидата исторических наук в Московском педагогическом государственном институте. Тема работы — «Становление императорского культа в Древнем Риме (по данным нумизматики)», руководитель — профессор Г. А. Кошеленко.
В 1996 году защитил докторскую диссертацию в ИА РАН по теме «Монеты как средство пропаганды официальной политики Римской империи». С 1993 по 2000 год Абрамзон возглавлял кафедру всеобщей истории МГПИ-МаГУ, с 2001 по 2012 год — кафедру древнего мира и средних веков в Магнитогорском государственном университете, с 1999 по 2012 год был деканом исторического факультета того же университета, с 2012 по 2014 год — проректором на научной работе и международным связям МаГУ.
После слияния МГТУ им. Г.И. Носова и МаГУ в феврале 2014 года возглавил Институт истории, филологии и иностранных языков МГТУ имени Г. И. Носова, в состав которого вошли исторический и филологический факультеты, а также факультет лингвистики и перевода МаГУ. C сентября 2016 года — директор НИИ исторической антропологии и филологии МГТУ, с июля 2019 года — ведущий научный сотрудник Отдела классической археологии Института археологии РАН, с августа 2022 г. — старший научный сотрудник Государственного историко-археологического музея-заповедника «Фанагория».
Награждён медалью А. С. Пушкина (2001), медалью «За вклад в реализацию государственной политики в области образования и научно-технологического развития» (2021), медалью «Великий русский писатель Ф. М. Достоевский 1821—2021» (2023 г.).

## Научная деятельность
Основная сфера научных интересов — классическая археология, античная нумизматика (особенно монетное дело и денежное обращение Северного Причерноморья — Боспора). Работал в ряде международных археологических экспедиций (в Греции, Абхазии, Украине, Казахстане). С 1993 года по настоящее время работает в составе Фанагорийской экспедиции ИА РАН в качестве нумизмата.
Имеет многолетний опыт руководства проектами РГНФ, РФФИ, РНФ, направленными на изучение монетного дела античных государств Северного Причерноморья и публикацию собраний античных монет крупнейших российских музеев (ГИМ, ГИАМЗ «Фанагория», ВКИКМЗ, Таманский, Анапский и пр.). Является экспертом РАН и РФФИ (и ранее РГНФ) по археологии. С 1994 года по настоящее время является главным редактором журнала «Проблемы истории, филологии, культуры», выпускаемого совместно ИА РАН и МГТУ (входит в перечень ВАК). Читает лекции по античной нумизматике в ряде российских университетов (в том числе Кубанский государственный университет).
Является автором более 300 публикаций, в том числе 30 книг. Работы изданы во Франции, Великобритании, Нидерландах, Бельгии, Испании, Германии, Польше, Болгарии, Дании, Швеции, Израиле, США. В 2004 году проводил семинар по античной нумизматике в Мессинском университете. По приглашению Датского Королевского нумизматического общества неоднократно читал лекции в Национальном музее Дании и Институте археологии в Копенгагене; по приглашению CNRS работал во Французской археологической школе в Афинах; по приглашению Гёттингенского университета — неоднократно выступал с докладами на семинаре по Северному Причерноморью; Германского археологического института (DAI) — на семинарах в Берлине (2015 г.). С 2009 по 2015 гг. являлся руководителем с российской стороны российско-шведского научного проекта (с Университетом Карлстада) по истории миграции шведов на Урале в XVIII—XIX вв.
Участник ряда всероссийских и международных конференций антиковедов и нумизматов, в том числе Понтийских конгрессов в Варне, нумизматического конгресса в Мадриде, многочисленных научных конференций и семинаров (в Гёттингене, Париже, Праге, Стокгольме, Копенгагене, Зихрон-Яакове). В течение ряда лет являлся председателем секции истории Древнего Рима на Сергеевских чтениях (МГУ), а также на Боспорских чтениях (Керчь).
Под руководством М. Г. Абрамзона защищены три кандидатских диссертации.

## Публикации

### Монографии и каталоги
- Абрамзон М. Г. 1994. Римская армия и её лидер по данным нумизматики. Челябинск.
- Абрамзон М. Г. 1995. Монеты как средство пропаганды официальной политики Римской империи. Москва.
- Абрамзон М. Г., Фролова Н. А., Горлов Ю. В. 2002. Клады античных монет на Юге России (по материалам Краснодарского края). Москва: Эдиториал-УРСС.
- Фролова Н. А., Абрамзон М. Г. 2001. Римские монеты в собрании государственного исторического музея. Каталог: Часть I. Республика. Москва: Эдиториал-УРСС.
- Фролова Н. А., Абрамзон М. Г. 2001. Римские монеты в собрании Государственного исторического музея. Каталог: Часть II. Ранняя империя. От Августа до Комода. Москва: Эдиториал-УРСС.
- Фролова Н. А., Абрамзон М. Г. 2003. Римские монеты в собрании Государственного исторического музея. Каталог: Ч. III. От Пертинакса до Нумериана. Москва: РОССПЭН.
- Абрамзон М. Г. 2005. Римское владычество на Востоке: Рим и Киликия (II в. до н. э. — 74 г. н. э.). СПб: Издательство «Акра», ИЦ «Гуманитарная Академия» (Серия «Studia classica»), 2005.
- Фролова Н. А., Абрамзон М. Г. 2005. Монеты Ольвии в собрании Государственного исторического музея. Каталог. Москва.
- Фролова Н. А., Абрамзон М. Г. 2006. Римские монеты в собрании Государственного исторического музея. Каталог: Ч. IV. Поздняя Империя. От Диоклетиана до Зенона. Москва: РОССПЭН.
- Абрамзон М. Г., Фролова Н. А., Куликов А. В., Иванина О. А., Смекалова Т. Н. 2006. Клады античных монет. Из собрания Керченского государственного историко-культурного заповедника (Нумизматическая коллекция. Том I). Киев.
- Абрамзон М. Г., Иванина О. А. 2010. Античные монеты. Из собрания Керченского историко-культурного заповедника (Нумизматическая коллекция. Том II). Киев.
- Абрамзон М. Г., Фролова Н. А. 2007—2008. Корпус боспорских кладов античных монет. Т. I. (1834—2005 гг.) (Боспорские исследования. Supplementum 2). Симферополь-Керчь.
- Абрамзон М. Г. 2011. Корпус боспорских кладов античных монет. Т. II: Клады из новых поступлений в Керченский историко-культурный заповедник (2009—2010 гг.) (Боспорские исследования. Supplementum 7). Симферополь-Керчь.
- Фролова Н. А., Абрамзон М. Г. 2014. Античные монеты и свинцовые тессеры Херсонеса Таврического в собрание Государственного исторического музея. М.: РИОР: Инфра-М.
- Абрамзон М. Г., Кузнецов В. Д. 2015. Монетные клады времени Митридата VI Евпатора с хоры Фанагории (Фанагория. Результаты археологических исследований. Т. 3). М.: ИА РАН.
- Abramzon M., Frolova N., Hogman A.-K., Olausson P. (eds.). 2015. Iron Links: Essays about Swedish migrants to the Urals from the beginning of the 1700s to the late 1800s. Magnitogorsk — Karlstad.
- Абрамзон М. Г., Кузнецов В. Д. 2017. Клад позднебоспорских статеров из Фанагории (Фанагория. Результаты археологических исследований. Т. 5). М.: ИА РАН. — 748 с.
- Abramzon M., Peter U. 2019. Sylloge Nummorum Graecorum Russland, Staatliches Historisches Museum Moskau. Berlin-Boston.
- Абрамзон М. Г., Быковская Н. В. 2019. Античные монеты. Довоенная коллекция, возвращённая Федеративной Республикой Германии. Из собрания Восточно-Крымского историко-культурного заповедника. (Нумизматическая коллекция. Т. III). Керчь.
- Абрамзон М. Г., Новичихин А. М., Сапрыкина И. А., Смекалова Т. Н. 2019. Третий Гай-Кодзорский клад позднебоспорских статеров. М.: ИА РАН.— 344 с.; илл.
- Кузнецов В. Д., Абрамзон М. Г. 2020. Клад позднеархаических монет из Фанагории (Фанагория. Результаты археологических исследований. Т. 8). М.: ИА РАН. — 160 с.
- Абрамзон М. Г., Безуглов С. И., Гунчина О. Л., Сапрыкина И. А., Смекалова Т. Н., Устаева Э. Р. 2020. Последнее золото Боспора: клады статеров III в. н. э. из поселения Волна 1. М.: ИА РАН. — 168 с.: ил. (Серия: Археометрия Причерноморья. Вып. 1).
- Абрамзон М. Г., Ефимова Ю. Ю., Копцева Н. В., Сапрыкина И. А., Смекалова Т. Н. 2021. Последнее серебро Боспора: мультианалитический подход к иcследованию боспорской серебряной чеканки III в. н. э. М.: ИА РАН — 128 с.: илл. (Серия: Археометрия Причерноморья. Выпуск 4).
- Abramzon, M.G., Kuznetsov, V.D. 2021. Coin Hoards. Vol. XI. Greek Hoards. The Cimmerian Bosporus. (Colloquia Antiqua, 32). Leuven-Paris-Bristol.
- Kuznetsov V.D., Abramzon M.G. 2021. The Beginning of Coinage in the Cimmerian Bosporus (A Hoard from Phanagoria) / Kuznetsov V.D., Tsetskhladze G.R. (eds.), Phanagoria Studies. 1 = Colloquia Antiqua. 34). Leuven-Paris-Bristol: Peeters Publishing[англ.]. — 146 p.
- Абрамзон М. Г., Новичихин А. М., Сапрыкина И. А., Смекалова Т. Н. 2021. Клад боспорских дидрахм из станицы Фонталовская (IGCH 1143): жалование наемников эпохи Митридатовых войн? — Москва: Институт археологии РАН, 2021. — 168 с., илл. (Серия: Археометрия Причерноморья. Вып. 5).
- Абрамзон М. Г., Кузнецов В. Д., Остапенко С. Н. 2022. Деньги в повседневной жизни Фанагории (Монеты из раскопок) (Фанагория. Научно-популярная серия) / Кузнецов В. Д., ред.). — Москва: ИА РАН, 2021. — 80 с.
- Абрамзон М. Г., Бутягин А. М., Смекалова Т. Н., Сапрыкина И. А., Хаврин С. В., Чистов Д. Е., Быковская Н. В. 2022. Электровые монеты Кизика из собраний Государственного Эрмитажа и Восточно-Крымского историко-культурного музея-заповедника: рентгено-флуоресцентные исследования. — Санкт-Петербург: Алетейя. — 2022. — 136 с., илл. (Серия: Археометрия Причерноморья. Вып. 7).
- Abramzon M.G., Efimova Y.Y., Koptseva N.V., Saprynkina I.A., Smekalova T.N. 2023. The Metallurgy of Bosporan Silver Coinage. Third Century AD (Colloquia Antiqua, 37). Leuven-Paris-Bristol
- Абрамзон М. Г., Смекалова Т. Н., Быковская Н. В. Монетные сплавы античного Боспора: Рентгено-флуоресцентные исследования монет довоенной коллекции, переданной Федеративной Республикой Германии Восточно-Крымскому историко-культурному музею-заповеднику. — Санкт-Петербург: Алетейя, 2023. — 160 c., (Серия: Археометрия Причерноморья. Вып. 9).
- Абрамзон М.Г. Денежное обращение на хоре Боспора в эпоху эллинизма. – Санкт-Петербург: Алетейя, 2025. – 224 с., 54 илл. (Серия: Археометрия Причерноморья. Вып. 11).

### Статьи в зарубежных изданиях
- Abramzon M.G., Gorlov Ju.V. 1997. Two Staters of Philip III Arrhidaeus Found in Phanagoreia, Ancient Civilizations from Scythia to Siberia 3.2, 129‒132.
- Abramzon M.G., Maslennikov A.A. 1999. Gold coins of Theodosius II from the East Crimea, Ancient Civilizations from Scythia to Siberia 5.3, 207—213.
- Müller Chr., Abramzon M., Fouache É., Gaibov V., Gorlov Yu., Porotov A. 1999. Péninsule de Taman (Russie méridionale), Bulletin de Correspondance Hellénique 123, 589—598.
- Müller Chr., Abramov A., Abramzon M., Alexeieva E., Bezruchenko I., Gorlov Yu., Efimov A., Kuznetsov V., Maslennikov A., Malyshev A., Savostina E., Tolstikov V., Zavoikin A. 2000. Chronigue des fouilles et déscouvertes archéologiques dans le Bosphore cimmérien (mer Noire septentrionale), Bulletin de Correspondance Hellénique 124, 701—751.
- Abramzon M.G., Frolova N.A. 2001. А Hoard of Bosporan Gold Staters of 2nd Century AD from the City-Site Krasnobatereinoye, Ancient Civilizations from Scythia to Siberia 7. 3-4, 169—184.
- Abramzon M.G., Frolova N.A., Gorlov Yu.V. 2001. А Hoard of Bosporan Gold Staters of 2nd and 3rd Centuries AD from the Village of Kazanskaya, Ancient Civilizations from Scythia to Siberia 7. 3-4, 185—193.
- Abramzon M.G., Frolova N.A., Gorlov Yu.V. 2001. Two Hoards of Bosporan Coins, Revue Numismatique 157, 287—303.
- Abramzon M. 2001. The Motif of Struggle against Tribes of European Sarmatia and Scythia on Roman Imperial Coinage, in: G.R. Tsetskhladze (ed.), North Pontic Archaeology. Recent Discoveries and Studies (Colloquia Pontica 6), Leiden-Boston-Köln, 423—433.
- Abramzon M.G., 2002. The «Coronation Coin» of the Thracian King Rhoemetalces III, TAΛANTA. Proceedings of the Dutch Archaeological and Historical Society. Vol. XXXII-XXXIII. Amsterdam, 239—242.
- Abramzon M.G. 2003. The Gerzeul Hoard of Coins of Caesarea of Cappadocia (in the Museum of Abkhazia), Revue Numismatique 159, 243—256.
- Abramzon M.G. 2004. Ancient Gold Coins in the Abkhazian State Museum, Ancient Civilizations from Scythia to Siberia 10. 1-2, 35-46.
- Abramzon M., Frolova N. 2004. The Hoard of Silver Coins of the 6th-4th Centuries BC from the Taman Peninsula, Revue Numismatigue 160, 27-48.
- Abramzon M. 2007. Gold and Silver Greek Coins of the 5th — 2nd centuries BC found in Dioscurias (the Abkhazian Museum), Античните цивилицации и морето (Acta Musei Varnaensis. Vol. V). Varna, 159—175.
- Abramzon M., Frolova N. 2007. Le trésor de Myrmekion de statères cyzicènes, Revue Numismatique 163, 15‒44.
- Abramzon M. 2008. The 1961 Kerch Hoard of Bronze Coins and Some Chronological Problems of the Bosporan Coinage of the 1st century BC, Нумизматични, сфрагистични и епиграфски приноси към историята на Черноморското Крайбрежие (Acta Musei Varnaensis. Vol. VII-1). Varna, 136—148.
- Abramzon M. 2011. The Roman and Early Byzantine Coins from the 1988, 2005‒2010 excavations at Phanagoria, in: N. Povalahev, V. Kuznetsov (Hrsg), Phanagoreia, Kimmerischer Bosporos, Pontos Euxeinos (Altertümer Phanagoreias. Bd. 1). Göttingen, 251‒274.
- Abramzon M., Kuznetsov V. 2011. The Phanagorian revolt against Mithridates VI Eupator (numismatic evidence), in: N. Povalahev, V. Kuznetsov (Hrsg.), Phanagoreia und seine historische Umwelt (Altertümer Phanagoreias. Bd. 2). Göttingen, 15‒90.
- Abramzon M., Kuznetsov V. 2011. The Rebellion in Phanagoria in 63 BC (New Numismatic Evidence), Ancient Civilizations from Scythia to Siberia 17, 75‒110.
- Abramzon M.G., Treister M.Y., Vinokurov N.I. 2012. Two Hoards of Coins and Jewellery Items from the Time of the Roman-Bosporan War of AD 45-49 from the Site of Artezian, Ancient Civilizations from Scythia to Siberia 18.2, 207—278.
- Abramzon M. 2012. A hoard of bronze Pontic and Bosporan coins of the reign of Mithradates VI from Phanagoria, 2007, in: G.R. Tsetskhladze (ed.), The Black Sea, Paphlagonia, Pontus and Phrygia in Antiquity. Aspects of archaeology and ancient history (BAR IS 2432). Oxford, 1-8.
- Abramzon M., Kuznetsov V. 2014. A Hoard of 4th — 1st centuries BC from Phanagoria, in: N. Povalahev (Hrsg.), Phanagoreia und darüber hinaus…Festschrift für Vladimir Kuznetsov (Altertümer Phanagoreias. Bd 3). Göttinen, 139‒192.
- Abramzon M., Karpov D., Sudarev N. 2015. An Asander’s Gold Stater with Magic Graffito and a Labrys from the Settlement Tsemesskaya Roscha: Evidence for Sacrifice, Ancient Civilizations from Scythia to Siberia 21, 1—22.
- Abramzon M. 2015. Foreword. In: Bezrukov A. Trade and Economic Contacts Between the Volga and Kama Rivers Region and the Classical World. (BAR IS 2727). Oxford, 3
- Abramzon M., de Callataÿ Fr. 2017. Un trésor de plus de 21.000 monnaies de bronze de Panticapée trouvé en 2013 à Usatova Balka (Russie, environs d’Anapa, l’ancienne Gorgippia), Revue belge de numismatique et de sigillographie CLXIII, 423—432.
- Abramzon M. 2017. A Hoard оf Byzantine Sixth-Century Folles from Jericho, Israel Numismatic Research 12, 173-184.
- Abramzon M.G., Vinokurov N.I. 2017. Gold Staters of Aspurgus and Mithridates III and New Complexes with Coins and Jewellery Items from the Artezian Settlement, Ancient Civilizations from Scythia to Siberia 23, 1—41.
- Abramzon M., Vinokurov N. 2018. Cistophori from the Artezian Settlement (Ptolemaeus’ Παρόστα?). The evidence of the presence of Bithynian troops in the Bosporan Kingdom, Eurasia Antiqua 21/2015, 151—160.
- Abramzon M. 2018. Numismatic Evidence for Ancient Seafaring between the Levant, Western and Southern Asia Minor and the Northern Black Sea, Israel Numismatic Research 13, 55-72.
- Abramzon M., Kuznetsov V. 2018. Rhodian-Styled Fractions Depicting Apollo and a Rose: Mint at Phanagoria, Acta Archaeologica Lodziensia 64, 99‒103.
- Abramzon M., Kuznetsov V.D. 2019. A Hoard of 3rd-4th Centuries AD Bosporan Staters from Phanagoria (2011). Ancient Civilizations from Scythia to Siberia 25, 308—356.
- Abramzon M. 2020. A Hoard of Second and Early Third-Century AD Bosporan Gold from the Taman Peninsula, Numismatic Chronicle 180, 431—444.
- Abramzon M. 2021. A Hoard of Third-Century AD Bosporan Electrum Staters from the Taman Peninsula. Numismatic Chronicle 181, 352—363.
- Abramzon M., Tunkina I.V. 2021. Visitors to Leuke Island (Ancient Coins after Drawings by N.N. Murzakevich). Ancient Civilizations from Scythia to Siberia 27, 193—267.
- Abramzon M. 2023. A Mithridatic Hoard of Tetradrachms from Taurian Chersonesus. Numismatic Chronicle 183, 379—391.
- Abramzon M. 2024. Purses of Mithridates' Mercenaries From The Cimmerian Bosporus. PROPONTICA, March 2024, 2 (3), 111—132.
- Abramzon M.G., Belyaev L.A., Goncharov E.Yu., Voroshilov A.N. 2024. Excavation Coins from Jericho. Ancient West and East 23, 89-135.
- Abramzon M.G., Kuznetsov V.D., Ostapenko S.N. 2024. Coins from the Roman-Byzantine Synagogue at Phanagoria, the Cimmerian Bosporus. Israel Numismatic Research 19, 167—192.

## Награды
- Медаль Пушкина (6 сентября 2001 года) — за многолетнюю плодотворную деятельность в области культуры и искусства, большой вклад в укрепление дружбы и сотрудничества между народами[6].
- Медаль «За вклад в реализацию государственной политики в области образования и научно-технологического развития» (17 сентября 2021 г.) — за вклад в реализацию государственной политики в области образования[7]
- Медаль «Великий русский писатель Ф. М. Достоевский 1821—2021» (апрель 2023 г.)